# للا عزيزة
للا عزيزة هي قرية أمازيغية جبلية مغربية وسط المملكة. تنتمي للا عزيزة لإقليم شيشاوة. تضم هذه القرية 7.781 نسمة (إحصاء 2004).